# All-America Football Conference

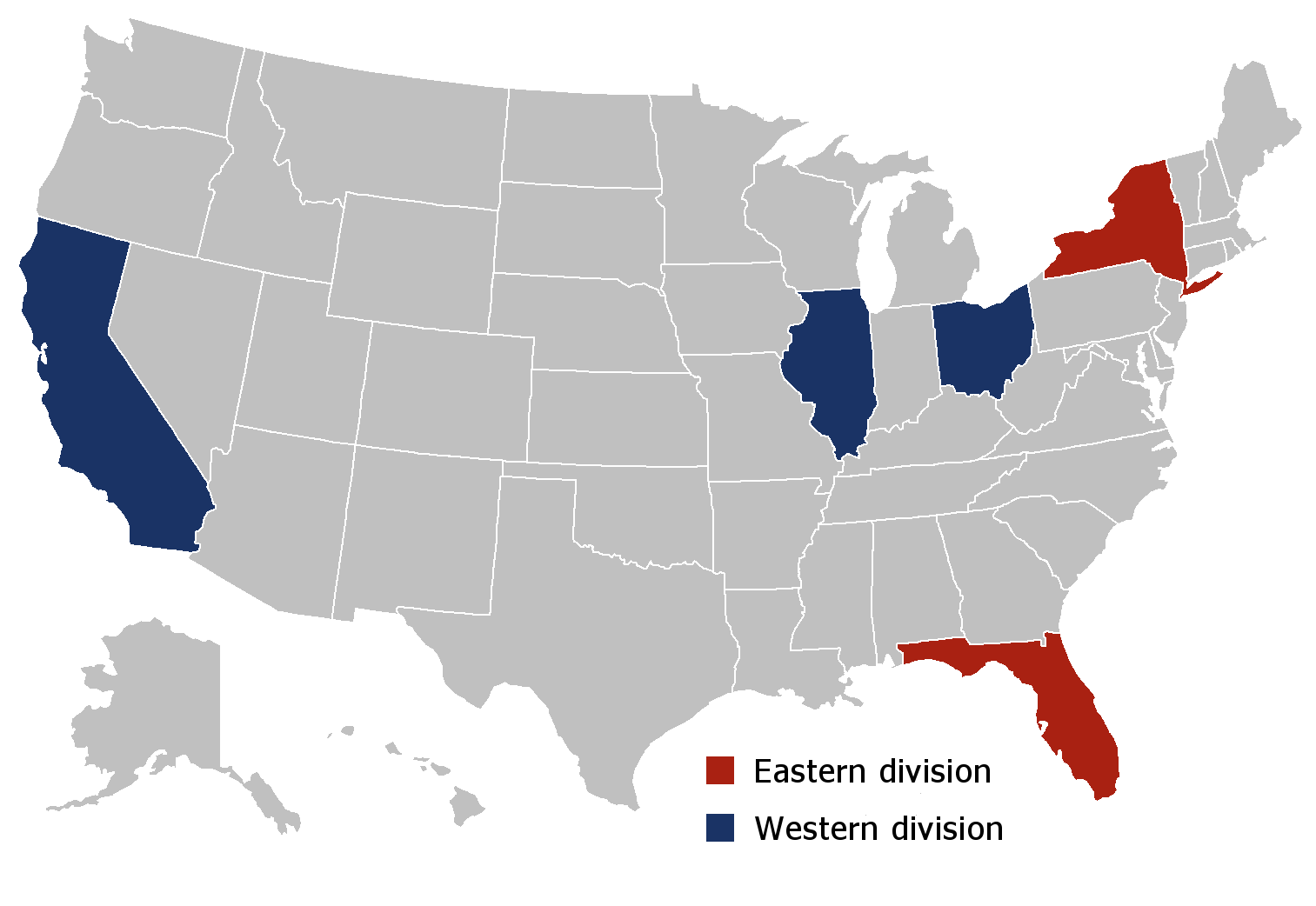
Herkunftsstaaten der Teams 1946 und ihre Zuordnung

Die All-America Football Conference (AAFC) war eine amerikanische American-Football-Liga in den Jahren 1946 bis 1949. Die dominanten Teams der Liga waren die Cleveland Browns und die New York Yankees. Die Cleveland Browns gewannen alle vier Titel, die ausgespielt wurden.

## Geschichte
Die All-America Football Conference wurde 1944 von dem US-amerikanischen Sportjournalisten Arch Ward der Chicago Tribune ins Leben gerufen. Diesem gelang es, zahlreiche an Football interessierte Investoren um sich zu scharen. Darunter der Unternehmer Anthony Morabito mit den San Francisco 49ers, der sich zuvor erfolglos um eine NFL-Lizenz beworben hatte, Schauspieler Don Ameche mit den Los Angeles Dons, James F. Breuil mit den Buffalo Bisons sowie Mickey McBride mit den Cleveland Browns.
Vor der ersten Saison 1946 vergab die Liga insgesamt acht Franchises. Die AAFC war eine Konkurrenzliga zur National Football League (NFL). Als innovativ gilt, dass sie erstmals einen landesweiten Wettbewerb organisierte, der durch einen Vertrag mit United Airline möglich wurde. Außerdem etablierte sich die Zonenverteidigung, während in der NFL weiterhin die Manndeckung dominierte. Durch die Verpflichtung etlicher Coaches aus dem College Football und dem Versprechen höherer Gehälter, wechselten viele Spieler von der NFL in die AAFC. Außerdem brach man mit dem auferlegten Tabu, keine dunkelhäutigen Spieler zu beschäftigen.
In Reaktion auf die AAFC reagierte die NFL damit, dass sie 1946 den Umzug der Cleveland Rams nach Los Angeles gestattete. Geschäftsführer der Liga war der ehemalige College-Football-Star Jim Crowley.
Während der kurzen Zeit des Bestehens waren die Cleveland Browns das Maß aller Dinge. Sie gewannen in allen Spielzeiten ihre Division (1948 sogar ohne Niederlage; eine sog. perfekte Saison) sowie alle Championship-Spiele. Trotz höherer Zuschauerzahlen im Vergleich zur NFL, hatten beide Ligen finanzielle Schwierigkeiten. Kurz vor dem Endspiel der AAFC wurde der Zusammenschluss der NFL und AAFC zur National American Football League bekanntgegeben.
Die Cleveland Browns, die San Francisco 49ers und die Baltimore Colts ergänzten die zehn Mannschaften der NFL, die übrigen Teams lösten sich auf, die Spieler wurden in andere Teams integriert. Die Baltimore Colts spielten 1950 für ein Jahr in der NFL, bevor sie in Konkurs gingen. Commissioner war Bert Bell, der dieses Amt bereits in der NFL bekleidet hatte. Bereits im März 1950 änderte sich der Name wieder in NFL.

## Teams
- Baltimore Colts, 1947–1949
- Brooklyn Dodgers, 1946–1948
- Buffalo Bisons, 1946, umbenannt in Buffalo Bills, 1947–1949
- Chicago Rockets, 1946–1948, umbenannt zu Chicago Hornets, 1949
- Cleveland Browns, 1946–1949
- Los Angeles Dons, 1946–1949
- Miami Seahawks, 1946
- New York Yankees, 1946–1949
- San Francisco 49ers, 1946–1949

## Championship Spiele
- 1946: Cleveland Browns 14, New York Yankees 9
- 1947: Cleveland Browns 14, New York Yankees 3
- 1948: Cleveland Browns 49, Buffalo Bills 7
- 1949: Cleveland Browns 21, San Francisco 49ers 7